# St. Stephanus (Fienstedt)

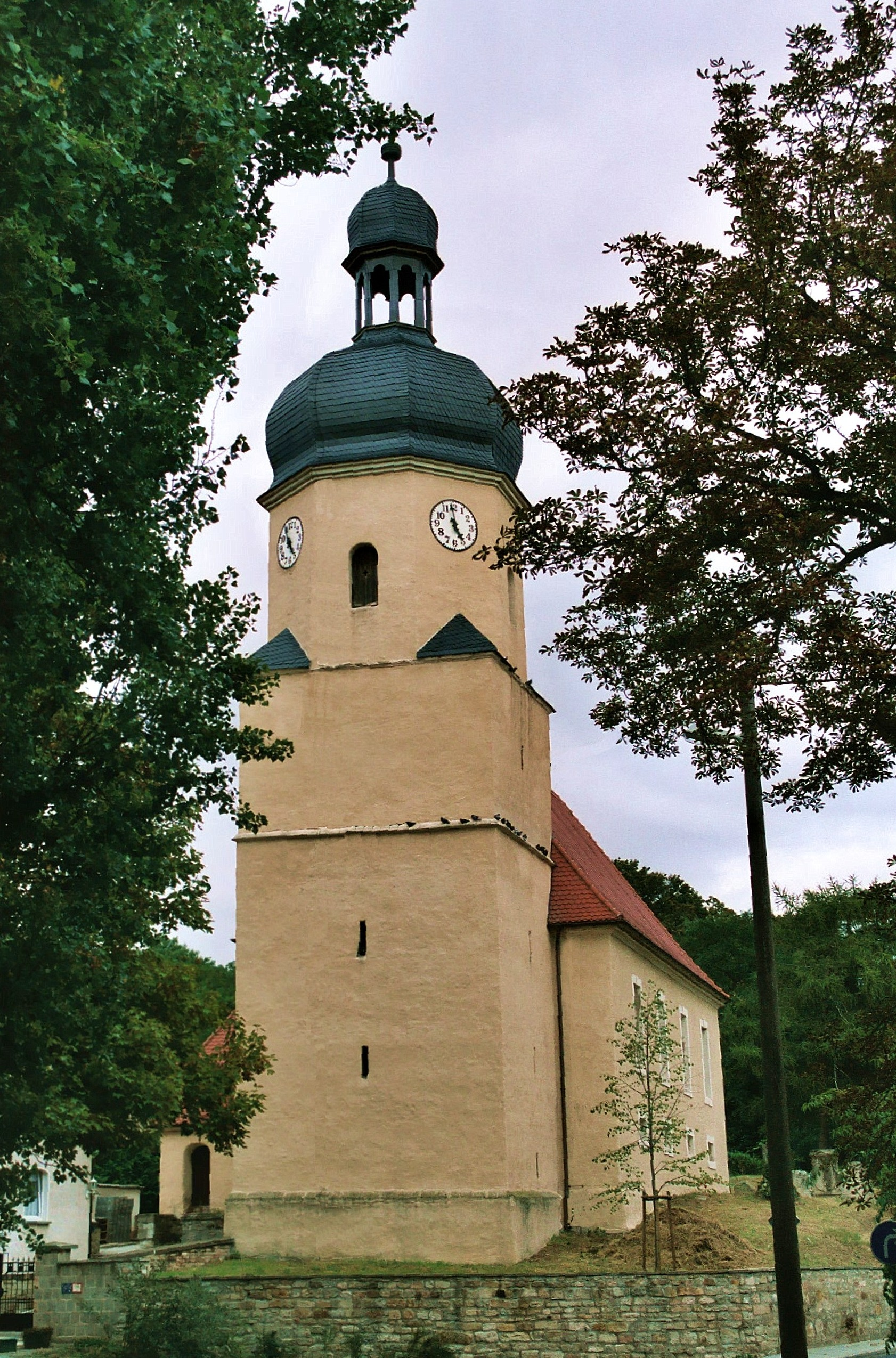
St. Stephanus in Fienstedt

St. Stephanus ist eine denkmalgeschützte evangelische  Kirche des Ortsteiles Fienstedt der Einheitsgemeinde Salzatal in Sachsen-Anhalt. Im örtlichen Denkmalverzeichnis ist sie unter der Erfassungsnummer 094 55301 als Baudenkmal verzeichnet. Sie gehört zum Pfarrbereich Schochwitz im Kirchenkreis Halle-Saalkreis der Evangelischen Kirche in Mitteldeutschland.

## Geschichte
Eine erste Kirche entstand im 13. Jahrhundert. Im 15. Jahrhundert wurde der heutige dreiseitige Ostabschluss hinzugefügt. Um 1500 errichtete man den heutigen Westturm mit quadratischem Grundriss. 1662–63 erfolgte eine Erneuerung des Bauwerkes nach Schäden im Dreißigjährigen Krieg, 1702 wurde auf den Glockenturm eine oktogonale Glockenstube mit welscher Haube aufgesetzt. 1730 wurde das Kirchenschiff erneuert. 1914 wurde die Kirche umfassend saniert, ab 1970 dann nicht mehr genutzt und verfiel so stark, dass die Welsche Haube des Turmes fast gänzlich zerstört wurde. Ab 1990 erfolgte eine umfassende Sanierung unter Einbeziehung örtlicher Kräfte.

## Beschreibung
Das dem heiligen Stephanus geweihte Sakralgebäude steht auf einer Anhöhe in Fienstedt. Die Kirche ist als einschiffiger, verputzter Saalbau mit polygonalem Chorabschluss ausgeführt. Der Westturm steht auf quadratischem Grundriss und mündet in eine oktogonale Glockenstube mit welscher Haube, die schiefergedeckt ist. Das Kirchenschiff besitzt ein Satteldach. Auf der Nordseite ist eine Eingangshalle angebaut.
Der Innenraum ist reich im barocken Stil mit ungewöhnlich feiner Stuckatur der Decke und einem mächtigen Kanzelaltar mit reicher Figurenzier ausgestattet. Die Empore ist zweigeschossig ausgeführt und floral verziert. Im Westen befindet sich in einem spätklassizistischen Gehäuse die Orgel, darunter ist das Wappen der Grafen von Mansfeld aufgebracht.

## Orgel
Das Instrument wurde 1858 durch August Ferdinand Wäldner aus Halle errichtet und besitzt zwei Manuale und Pedal mit mechanischen Schleifladen sowie dreizehn Register. Durch starken Holzwurmbefall und mangelnde Pflege ist das Instrument seit langem unspielbar.

## Glocken
Der Turm trägt drei Glocken. Die beiden kleineren wurden 1922 von Ulrich&Weule aus Eisen gegossen, die dritte und größte entstammt dem 14. Jahrhundert aus der Hand eines unbekannten Gießers. Markant ist ihre verkürzte, unbeholfene und teils gespiegelte Inschrift in Großbuchstaben. Alle Glocken sind von Hand zu läuten und hängen an geraden Jochen. Die Tonfolge ist gis′ – h′ – d″.